# Uemoto Taikai
Taikai Uemoto (sinh ngày 1 tháng 6 năm 1982) là một cầu thủ bóng đá người Nhật Bản.

## Sự nghiệp câu lạc bộ
Taikai Uemoto đã từng chơi cho Júbilo Iwata, Oita Trinita, Cerezo Osaka, Vegalta Sendai và V-Varen Nagasaki.